# Arquidiocese de Sevilha
A Arquidiocese de Sevilha (Archidiœcesis Hispalensis) é uma arquidiocese da Igreja Católica situada em Sevilha, na Andaluzia. É fruto da elevação da diocese de Sevilha, criada no século III. Seu atual arcebispo é Josep Ángel Saiz Meneses. Sua Sé é a Catedral de Santa Maria da Sede.
Possui 263 paróquias, contando com 97,1% da população jurisdicionada batizada.

## História
Sabe-se que a diocese existia desde o século III da era cristã. No século IV, foi elevada a arquidiocese.
No século VII viveram ali os famosos arcebispos São Leandro e Santo Isidoro. O primeiro deles contribuiu para a conversão de Recaredo I e de São Hermenegildo e em 589 presidiu o III Concílio de Toledo. O segundo presidiu o IV Concílio de Toledo e era famoso por seus ensinamentos, para que mais tarde foi proclamado Doutor da Igreja.
Entre 1145 e 1251, a arquidiocese foi suprimida.
Após a Reconquista, a maioria das mesquitas da cidade foram transformados em igrejas, mas Santa María la Blanca, Santa Cruz e San Bartolomé foram concedidos aos judeus como sinagogas. A catedral foi erguida sobre a base da grande mesquita, construída pelo Emir do Aljama que foi reconstruída em 1171 pelo califa almóada Yacub bin Yusuf. A torre do sino da famosa Giralda é um trabalho de Almançor. Para obter a orientação do ano litúrgico, quando a mesquita foi transformada em uma catedral, sua largura era o comprimento da nova igreja dividida em duas partes, de que a menor foi separada do resto por uma balaustrada e uma grelha para obter a capela real.
Na sequência da descoberta da América, da Arquidiocese de Sevilha estendeu sua jurisdição territorial para o Novo Mundo. Quando nos anos 1510 foram estabelecidas as primeiras dioceses americanas, de Sevilha tornaram-se sufragâneas. O jurisdição metropolita de Sevilha nas Américas terminou em 12 de fevereiro de 1546, com a elevação à categoria de arquidiocese de Santo Domingo, na Cidade do México e de Lima.
Em 22 de outubro de 1953, perde parte do seu território para a ereção da Diocese de Huelva.
Em 3 de março de 1980 perde nova parte para a ereção da Diocese de Jerez de la Frontera.

## Prelados
|                             | Nome                                                | Período    | Notas                                                      |
| Arcebispos                  | Arcebispos                                          | Arcebispos | Arcebispos                                                 |
| --------------------------- | --------------------------------------------------- | ---------- | ---------------------------------------------------------- |
| 121º                        | Josep Ángel Saiz Meneses                            | 2021-      | Atual                                                      |
| 120º                        | Juan José Asenjo Pelegrina                          | 2009-2021  | Arcebispo emérito                                          |
| 119º                        | Carlos Cardeal Amigo Vallejo, O.F.M.                | 1982-2009  |                                                            |
| 118º                        | José María Cardeal Bueno y Monreal                  | 1957-1982  |                                                            |
| 117º                        | Pedro Cardeal Segura y Sáenz                        | 1937-1957  |                                                            |
| 116º                        | Eustaquio Cardeal Ilundain y Esteban                | 1920-1937  |                                                            |
| 115º                        | Enrique Cardeal Almaraz y Santos                    | 1907-1920  | Nomeado Arcebispo de Toledo                                |
| 114º                        | Salvador Castellote y Pinazo                        | 1906       |                                                            |
| 113º                        | Marcelo Cardeal Spínola y Maestre                   | 1895-1906  |                                                            |
| 112º                        | Benito Cardeal Sanz y Forés                         | 1889-1895  |                                                            |
| 111º                        | Bienvenido Monzón y Martín Puente                   | 1885       |                                                            |
| 110º                        | Zeferino Cardeal González y Díaz Tuñón, O.P.        | 1883-1889  | Nomeado Arcebispo de Toledo                                |
| 109º                        | Joaquín Cardeal Lluch y Garriga, O.C.D.             | 1877-1882  |                                                            |
| 108º                        | Luis Cardeal de la Lastra y Cuesta                  | 1863-1876  |                                                            |
| 107º                        | Manuel Joaquín Cardeal Tarancón y Morón             | 1857-1862  |                                                            |
| 106º                        | Judas Tadeo José Cardeal Romo y Gamboa              | 1847-1855  |                                                            |
| 105º                        | Francisco Javier Cardeal de Cienfuegos y Jovellanos | 1824-1847  |                                                            |
| 104º                        | Romualdo Antonio Mon y Velarde                      | 1816-1819  |                                                            |
| 103º                        | Luis María Cardeal de Borbón y Vallábriga           | 1799-1814  | Nomeado Arcebispo de Toledo                                |
| 102º                        | Antonio Despuig y Dameto                            | 1795-1799  | Nomeado Patriarca de Antioquia                             |
| 101º                        | Alfonso Marcos de Llanes Argüelles                  | 1783-1795  |                                                            |
| 100º                        | Francisco Javier Cardeal Delgado y Venegas          | 1776-1778  | Nomeado Patriarca das Índias Ocidentais                    |
| 99º                         | Francisco Cardeal de Solís y Folch de Cardona       | 1755-1776  |                                                            |
| 98º                         | Luis Antonio Jaime Cardeal de Borbón y Farnesio     | 1741-1754  | Renunciou ao sacerdócio                                    |
| 97º                         | Luis de Salcedo y Azcona                            | 1722-1741  |                                                            |
| 96º                         | Felipe Antonio Gil Taboada                          | 1720-1722  |                                                            |
| 95º                         | Manuel Cardeal Arias y Porres, O.S.H.               | 1702-1717  |                                                            |
| 94º                         | Jaime de Palafox y Cardona                          | 1684-1701  |                                                            |
| 93º                         | Ambrosio Ignacio Spínola y Guzmán                   | 1668-1684  |                                                            |
| 92º                         | Antonio Paiño Osorio                                | 1663-1669  |                                                            |
| 91º                         | Pedro de Urbina Montoya, O.F.M.                     | 1658-1663  |                                                            |
| 90º                         | Pedro de Tápia, O.P.                                | 1652-1657  |                                                            |
| 89º                         | Domingo Cardeal Pimentel y Zúñiga, O.P.             | 1649-1652  |                                                            |
| 88º                         | Agustín Cardeal Spínola Basadone                    | 1645-1649  |                                                            |
| 87º                         | Gaspar Cardeal de Borja y Velasco                   | 1632-1645  | Nomeado Arcebispo de Toledo                                |
| 86º                         | Diego Cardeal de Guzmán Haros                       | 1625-1631  |                                                            |
| 85º                         | Luis Fernández de Córdoba Portocarrero              | 1624-1625  |                                                            |
| 84º                         | Pedro Castro y Quiñones                             | 1610-1623  |                                                            |
| 83º                         | Fernando Cardeal Niño de Guevara                    | 1601-1609  |                                                            |
| 82º                         | Rodrigo Cardeal de Castro Osorio (de Lemos)         | 1581-1600  |                                                            |
| 81º                         | Cristóbal Rojas y Sandoval                          | 1571-1580  |                                                            |
| 80º                         | Gaspar Cardeal de Zúñiga y Avellaneda               | 1569-1571  |                                                            |
| 79º                         | Fernando Valdés                                     | 1546-1568  |                                                            |
| 78º                         | García Cardeal de Loaysa y Mendoza, O.P.            | 1539-1546  |                                                            |
| 77º                         | Alfonso Cardeal Manrique de Lara y Solís            | 1523-1538  |                                                            |
| 76º                         | Diego de Deza, O.P.                                 | 1504-1523  |                                                            |
| 75º                         | Juan Cardeal de Zúñiga y Pimentel                   | 1504       |                                                            |
| 74º                         | Diego Cardeal Hurtado de Mendoza y Quiñones         | 1485-1502  |                                                            |
| 73º                         | Iñigo Manrique de Lara                              | 1483-1485  |                                                            |
| 72º                         | Alonso I de Fonseca y Ulloa                         | 1464-1473  | Pela segunda vez                                           |
| 71º                         | Alonso I de Fonseca y Ulloa                         | 1454-1460  | Nomeado Administrador apostólico de Santiago de Compostela |
| 70º                         | García Enríquez Osorio                              | 1442-1448  |                                                            |
| 69º                         | Gutierre Álvarez de Toledo                          | 1439-1442  | Nomeado Arcebispo de Toledo                                |
| 68º                         | Diego de Anaya Maldonado                            | 1435-1437  | Pela segunda vez                                           |
| 67º                         | Juan de Cerezuela y Urazandi                        | 1433-1435  | Nomeado Arcebispo de Toledo                                |
| 66º                         | Diego de Anaya Maldonado                            | 1417-1420  | Deposto                                                    |
| 65º                         | Alfonso de Egea                                     | 1403-1417  |                                                            |
| 64º                         | Gonçalo de Mena y Roelas                            | 1393-1401  |                                                            |
| 63º                         | Pedro Álvares Albornoz                              | 1379-1390  |                                                            |
| 62º                         | Fernando Álvares Albornoz                           | 1371-1379  |                                                            |
| 61º                         | Pedro Cardeal Gomes Barroso de Albornoz             | 1369-1371  |                                                            |
| 60º                         | Alfonso Fernando de Toledo y Vargas, O.E.S.A.       | 1363-1366  |                                                            |
| 59º                         | Nuño de Fuentes                                     | 1349-1361  |                                                            |
| 58º                         | Juan Sánchez                                        | 1323-1348  |                                                            |
| 57º                         | Fernando Gutiérrez Tello                            | 1303-1323  |                                                            |
| 56º                         | Juan Almoravid de Elcarte                           | 1299-1302  |                                                            |
| 55º                         | Sancho González                                     | 1295-1299  | Pela segunda vez                                           |
| 54º                         | Gonzalo                                             | 1295       |                                                            |
| 53º                         | Sancho González                                     | 1294-1295  |                                                            |
| 52º                         | García Gutiérrez Tello                              | 1289-1294  |                                                            |
| 51º                         | Fernando Pérez 1286-1289                            |            |                                                            |
| 50º                         | Raimundo de Losana                                  | 1259-1286  |                                                            |
| 49º                         | Felipe                                              | 1251-1258  | Renunciou, não recebeu a consagração                       |
| 48º                         | Clemente                                            | 1144-1145  |                                                            |
| 47º                         | Juan II                                             | ?          |                                                            |
| 46º                         | Julián III                                          | 937-?      |                                                            |
| 45º                         | ?                                                   | 864-?      |                                                            |
| 44º                         | Recafredo                                           | 850-860    |                                                            |
| 43º                         | Juan I                                              | 839-850    |                                                            |
| 42º                         | Teodula                                             | ?          | Nomeado Arcebispo de Toledo                                |
| 41º                         | Julián II                                           | ?          |                                                            |
| 40º                         | David                                               | ?          |                                                            |
| 39º                         | Mendulano                                           | ?          |                                                            |
| 38º                         | Humeliano                                           | ?          |                                                            |
| 37º                         | Aspidio                                             | ?          |                                                            |
| 36º                         | Teodulfo                                            | ?          |                                                            |
| 35º                         | Elías                                               | ?          |                                                            |
| 34º                         | Nonito                                              | 711-?      |                                                            |
| 33º                         | Oppas                                               | ?-711      | Nomeado Arcebispo de Toledo                                |
| 32º                         | Sisberto                                            | ?          |                                                            |
| 31º                         | Gabriel                                             | 694-?      |                                                            |
| 30º                         | Faustino                                            | 693-?      |                                                            |
| 29º                         | Félix                                               | 688-693    | Nomeado Arcebispo de Toledo                                |
| 28º                         | Floresindo                                          | 682-688    |                                                            |
| 27º                         | Julián                                              | ?-681      |                                                            |
| 26º                         | Bracario                                            | ?          |                                                            |
| 25º                         | Fugitivo                                            | 656-?      |                                                            |
| 24º                         | Antonio                                             | 641-655    |                                                            |
| 23º                         | Honorato                                            | 636-641    |                                                            |
| 22º                         | Isidoro                                             | 600-636    |                                                            |
| 21º                         | Leandro                                             | 579-600    |                                                            |
| 20º                         | Esteban II                                          | ?-578      |                                                            |
| 19º                         | Reparato                                            | ?          |                                                            |
| 18º                         | Jacinto                                             | ?          |                                                            |
| 17º                         | Teódulo                                             | ?          |                                                            |
| 16º                         | Esteban I                                           | ?          |                                                            |
| 15º                         | Pigasio                                             | ?          |                                                            |
| 14º                         | Crispino                                            | 522-?      |                                                            |
| 13º                         | Laureano                                            | ?          |                                                            |
| 12º                         | Salustio                                            | 517-519    |                                                            |
| 11º                         | Maximiano                                           | 496-510    |                                                            |
| 10º                         | Asfalio                                             | 486-496    |                                                            |
| 9º                          | Zenón                                               | 472-486    |                                                            |
| 8º                          | Oroncio                                             | 462-472    |                                                            |
| 7º                          | Savino II                                           | 461-462    | Pela segunda vez                                           |
| 6º                          | Epifanio                                            | 441-461    | Arcebispo ilegítimo                                        |
| 5º                          | Savino II                                           | 441        |                                                            |
| 4º                          | Marciano                                            | 418-441    |                                                            |
| 3º                          | Glaucio                                             | 395-418    |                                                            |
| 2º                          | Gemino                                              | 372-395    |                                                            |
| 1º                          | Semproniano                                         | ?-372      |                                                            |
| Arcebispos-coadjutores      |                                                     |            |                                                            |
|                             | Juan José Asenjo Pelegrina                          | 2008-2009  |                                                            |
|                             | José María Bueno y Monreal                          | 1954-1957  |                                                            |
| Bispos                      |                                                     |            |                                                            |
| 5º                          | Semproniano                                         | 349-?      | Elevado à Arcebispo                                        |
| 4º                          | Deodato                                             | 326-349    |                                                            |
| 3º                          | Evidio                                              | 303-326    |                                                            |
| 2º                          | Savino I                                            | 287-302    |                                                            |
| 1º                          | Marcelo                                             | ?          |                                                            |
| Bispos-auxiliares           |                                                     |            |                                                            |
|                             | Teodoro León Muñoz                                  | 2023-atual |                                                            |
|                             | Ramón Darío Valdivia Jiménez                        | 2023-atual |                                                            |
|                             | Santiago Gómez Sierra                               | 2010-2020  | Nomeado Bispo de Huelva                                    |
|                             | Rafael Bellido Caro                                 | 1973-1980  | Nomeado Bispo de Jerez                                     |
|                             | Antonio Montero Moreno                              | 1969-1980  | Nomeado Bispo de Badajoz                                   |
|                             | Juan Antonio del Val Gallo                          | 1969-1971  | Nomeado Bispo de Santander                                 |
|                             | José María Cirarda Lachiondo                        | 1960-1968  | Nomeado Bispo de Santander                                 |
|                             | Marcelo Spínola y Maestre                           | 1880-1884  | Nomeado Bispo de Coria                                     |
|                             | Manuel María León González y Sánchez                | 1876-1877  | Nomeado Bispo de Jaén                                      |
|                             | Calixto Castrillo y Orniedo                         | 1861-1863  | Nomeado Bispo de León                                      |
|                             | Vicente Román y Linares, O. Praem.                  | 1826-1835  |                                                            |
|                             | Miguel Fernández Flórez, O.F.M. Obs.                | 1817-1822  |                                                            |
|                             | Juan Acisclo de Vera y Delgado                      | 1801-1815  | Nomeado Arcebispo (título pessoal) de Cádiz                |
|                             | Manuel Cayetano Muñoz Benavente                     | 1797-1814  |                                                            |
|                             | Agustín Ayestarán y Landa                           | 1772-1796  | Nomeado Bispo de Córdoba                                   |
|                             | Isidro Alfonso Cavanillas                           | 1753-1755  | Nomeado Bispo de Zamora                                    |
|                             | Francisco de Solís Folch de Cardona                 | 1749-1752  | Nomeado Arcebispo (título pessoal) de Córdoba              |
|                             | Domingo Pérez Rivera                                | 1741-1771  |                                                            |
|                             | Manuel Tercero Rozas, O.E.S.A.                      | 1727-1752  |                                                            |
|                             | José Esquivel Castillejos, O.P.                     | 1717-1738  |                                                            |
|                             | Pedro Francisco Levanto Vivaldo                     | 1703-1715  | Nomeado Bispo de Badajoz                                   |
|                             | Francisco Domonte, O. de M.                         | 1680-1681  |                                                            |
|                             | Melchior de Escuda Aybar                            | 1671-1679  |                                                            |
|                             | Juan Riquelme                                       | 1668-1671  |                                                            |
|                             | Diego Gatica, O. de M.                              | 1658-1667  |                                                            |
|                             | Juan Arroyo                                         | 1654-1656  |                                                            |
|                             | Alonso Godina                                       | 1629-1630  |                                                            |
|                             | Luis Camargo Pacheco                                | 1622-1665  |                                                            |
|                             | Juan de la Sal                                      | 1608-1630  |                                                            |
|                             | Lorenzo Mongiò Galatino , O.F.M. Obs.               | 1606-1610  | Nomeado Arcebispo de Lanciano                              |
|                             | Francisco de Vera-Villavicencio , O. de M.          | 1603-1613  | Nomeado Bispo de Perpignan-Elne                            |
|                             | Michael Fitzwalter                                  | 1596-?     | Nomeado Bispo de Kerry (o Ardfert) e Aghadoe               |
|                             | Sebastián de Perea (Pesca)                          | 1587-1607  |                                                            |
|                             | Gaspar de Torres , O. de M.                         | 1570-1584  |                                                            |
|                             | Alfonso de Sanabria                                 | 1541       |                                                            |
|                             | Sebastián Obregón, O.S.B.                           | 1534-1559  |                                                            |
|                             | Francisco de Jaén (Ilhaen), O.S.Io.Hieros.          | 1530       |                                                            |
|                             | Martín Cabeza de Vaca, O.P.                         | 1508-1534  |                                                            |
|                             | Juan Laso de la Vega, O.S.A.                        | 1506-1516  |                                                            |
|                             | Pedro Montemolín, O.P.                              | 1500       |                                                            |
|                             | Reynaldo Romero , O.P.                              | 1488-1507  |                                                            |
| Administradores apostólicos |                                                     |            |                                                            |
|                             | Pedro Cardeal González de Mendoza                   | 1474-1482  |                                                            |
|                             | Pietro Cardeal Riario, O.F.M. Conv.                 | 1473-1474  |                                                            |
|                             | Alonso II de Fonseca                                | 1460-1464  |                                                            |
|                             | Juan Cardeal de Cervantes                           | 1448-1453  |                                                            |
|                             | Lope de Olmedo                                      | 1431-1433  |                                                            |